# Sonthofen
Sonthofen là một đô thị ở Oberallgäu bang Bayern thuộc nước Đức.